# Ian St. John
Ian St. John (ur. 7 czerwca 1938 w Motherwell, zm. 1 marca 2021 w Arrowe Park) – szkocki piłkarz występujący na pozycji napastnika, a następnie trener.
Karierę piłkarską rozpoczął w Motherwell F.C., w którym strzelił hat-tricka w 2 minuty i 30 sekund. Następnie grał dla Hibernian F.C. od 1959. Od 2 maja 1961 był zawodnikiem Liverpool F.C. W barwach Liverpoolu zagrał w 426 meczach i strzelił 118 goli. Potem grał dla Coventry City F.C. od 25 sierpnia 1971. Zakończył karierę piłkarską w Tranmere Rovers F.C. w sezonie 1972/1973.
W reprezentacji Szkocji zagrał 21 meczów i strzelił 9 goli.
Trenerem był w klubach: Motherwell F.C., Portsmouth F.C., Sheffield Wednesday F.C.
Zmarł 1 marca 2021 roku.